# Auglaize Township (Allen County, Ohio)
Auglaize Township ist eines von zwölf Townships des Allen Countys im US-Bundesstaat Ohio. Nach der Volkszählung im Jahr 2020 waren hier 2757 Einwohner registriert.

## Geografie
Auglaize Township liegt im äußersten Südosten des Allen Countys im Nordwesten von Ohio und grenzt im Uhrzeigersinn an die Townships: Jackson Township, Liberty Township und Marion Township im Hardin County, Wayne Township und Union Township im Auglaize County, Perry Township und Bath Township.

## Verwaltung
Das Township wird durch ein Board of Trustees, bestehend aus drei gewählten Mitgliedern, verwaltet. Zwei Personen werden jeweils im Jahr nach der Präsidentschaftswahl gewählt und eine jeweils im Jahr davor. Die Amtszeit dauert in der Regel vier Jahre und beginnt jeweils am 1. Januar. Daneben gibt es noch einen Township Clerk (Schriftführer), der ebenfalls im Jahr vor der Präsidentschaftswahl auf eine vierjährige Amtszeit gewählt wird. Dessen Amtszeit beginnt jeweils am 1. April.